# Zwitsers voetbalelftal in 2001
Het Zwitsers voetbalelftal speelde tien officiële interlands in het jaar 2001, waaronder zeven duels in de kwalificatiereeks voor het WK voetbal 2002 in Japan en Zuid-Korea. Bondscoach was Köbi Kuhn, die medio 2001 aantrad als opvolger van Enzo Trossero. Diens laatste wedstrijd was de 1-0 thuisnederlaag tegen Slovenië op 6 juni. Zwitserland (14 punten) eindigde op de vierde plaats in de WK-kwalificatiegroep, achter Rusland (23), Slovenië (20) en Joegoslavië (19), en wist zich daardoor niet te kwalificeren voor de WK-eindronde. Op de in 1993 geïntroduceerde FIFA-wereldranglijst zakte Zwitserland in 2001 van de 59ste (januari 2001) naar de 63ste plaats (december 2001).

## Balans
| Wedstrijden | Wedstrijden | Wedstrijden | Wedstrijden | Doelpunten | Doelpunten | Doelpunten | Punten |
| Gespeeld    | Winst       | Gelijk      | Verlies     | Voor       | Tegen      | Saldo      | Punten |
| ----------- | ----------- | ----------- | ----------- | ---------- | ---------- | ---------- | ------ |
| 10          | 4           | 1           | 5           | 13         | 15         | –2         | 0.900  |

## Interlands
|                                                        |             |                                                                                |       |                                                                                                  |
| 28 februari Vriendschappelijk № 606 «onderlinge duels» | Zwitserland | 0 – 4                                                                          | Polen | Antonis Papadopoulos Stadion, Larnaca Toeschouwers: 500 Scheidsrechter: Tassos Papaioannou (CYP) |
| 28 februari Vriendschappelijk № 606 «onderlinge duels» |             | 21' Emmanuel Olisadebe 45' Bartosz Karwan 60' Tomasz Hajto 90' Jacek Krzynówek |       | Antonis Papadopoulos Stadion, Larnaca Toeschouwers: 500 Scheidsrechter: Tassos Papaioannou (CYP) |

|                                                             |                       |       |                        |                                                                                         |
| 24 maart WK-kwalificatie № 607 «onderlinge duels» 20:15 uur | Joegoslavië           | 1 – 1 | Zwitserland            | Stadion Partizan, Belgrado Toeschouwers: 30.000 Scheidsrechter: Karl-Erik Nilsson (SWE) |
| 24 maart WK-kwalificatie № 607 «onderlinge duels» 20:15 uur | Siniša Mihajlović 68' |       | 84' Stéphane Chapuisat | Stadion Partizan, Belgrado Toeschouwers: 30.000 Scheidsrechter: Karl-Erik Nilsson (SWE) |

|                                                             |                                                                                                  |       |           |                                                                            |
| 28 maart WK-kwalificatie № 608 «onderlinge duels» 20:15 uur | Zwitserland                                                                                      | 5 – 0 | Luxemburg | Hardturm, Zürich Toeschouwers: 8.600 Scheidsrechter: Claus Bo Larsen (DEN) |
| 28 maart WK-kwalificatie № 608 «onderlinge duels» 20:15 uur | Alexander Frei 9' Alexander Frei 31' Johann Lonfat 64' Stéphane Chapuisat 72' Alexander Frei 90' |       |           | Hardturm, Zürich Toeschouwers: 8.600 Scheidsrechter: Claus Bo Larsen (DEN) |

|                                                               |             |                                         |        |                                                                                      |
| 25 april Vriendschappelijk № 609 «onderlinge duels» 20:30 uur | Zwitserland | 0 – 2                                   | Zweden | Stade des Charmilles, Genève Toeschouwers: 6.062 Scheidsrechter: Bruno Derrien (FRA) |
| 25 april Vriendschappelijk № 609 «onderlinge duels» 20:30 uur |             | 61' Anders Svensson 79' Anders Svensson |        | Stade des Charmilles, Genève Toeschouwers: 6.062 Scheidsrechter: Bruno Derrien (FRA) |

|                                                           |         |                    |             |                                                                                |
| 2 juni WK-kwalificatie № 610 «onderlinge duels» 20:15 uur | Faeröer | 0 – 1              | Zwitserland | Svangaskarð, Toftir Toeschouwers: 3.500 Scheidsrechter: Douglas McDonald (SCO) |
| 2 juni WK-kwalificatie № 610 «onderlinge duels» 20:15 uur |         | 81' Alexander Frei |             | Svangaskarð, Toftir Toeschouwers: 3.500 Scheidsrechter: Douglas McDonald (SCO) |

|                                                           |             |                         |          |                                                                              |
| 6 juni WK-kwalificatie № 611 «onderlinge duels» 20:15 uur | Zwitserland | 0 – 1                   | Slovenië | St. Jakob-Park, Basel Toeschouwers: 9.000 Scheidsrechter: Jacek Granat (POL) |
| 6 juni WK-kwalificatie № 611 «onderlinge duels» 20:15 uur |             | 82' Sebastjan Cimirotič |          | St. Jakob-Park, Basel Toeschouwers: 9.000 Scheidsrechter: Jacek Granat (POL) |

|                                                                  |                    |       |                                  |                                                                                           |
| 15 augustus Vriendschappelijk № 612 «onderlinge duels» 20:30 uur | Oostenrijk         | 1 – 2 | Zwitserland                      | Ernst Happel Stadion, Wenen Toeschouwers: 21.200 Scheidsrechter: Nicolai Vollquartz (DEN) |
| 15 augustus Vriendschappelijk № 612 «onderlinge duels» 20:30 uur | Andreas Herzog 61' |       | 10' Johann Vogel 74' Hakan Yakin | Ernst Happel Stadion, Wenen Toeschouwers: 21.200 Scheidsrechter: Nicolai Vollquartz (DEN) |

|                                                                |                 |       |                                        |                                                                                 |
| 1 september WK-kwalificatie № 613 «onderlinge duels» 20:15 uur | Zwitserland     | 1 – 2 | Joegoslavië                            | St. Jakob-Park, Basel Toeschouwers: 28.190 Scheidsrechter: Claude Colombo (FRA) |
| 1 september WK-kwalificatie № 613 «onderlinge duels» 20:15 uur | Hakan Yakin 21' |       | 39' Savo Milošević 72' Mladen Krstajić | St. Jakob-Park, Basel Toeschouwers: 28.190 Scheidsrechter: Claude Colombo (FRA) |

|                                                                |           |                                                                  |             |                                                                                         |
| 5 september WK-kwalificatie № 614 «onderlinge duels» 20:15 uur | Luxemburg | 0 – 3                                                            | Zwitserland | Stade Josy Barthel, Luxemburg Toeschouwers: 3.858 Scheidsrechter: Sorin Corpodean (ROM) |
| 5 september WK-kwalificatie № 614 «onderlinge duels» 20:15 uur |           | 12' Alexander Frei 58' Kubilay Türkyilmaz 84' Kubilay Türkyilmaz |             | Stade Josy Barthel, Luxemburg Toeschouwers: 3.858 Scheidsrechter: Sorin Corpodean (ROM) |

|                                                              | |       |             |                                                                               |
| 6 oktober WK-kwalificatie № 615 «onderlinge duels» 17:00 uur | Rusland                                                                                                 | 4 – 0 | Zwitserland | Dinamo Stadion, Moskou Toeschouwers: 22.000 Scheidsrechter: Knud Fisker (DEN) |
| 6 oktober WK-kwalificatie № 615 «onderlinge duels» 17:00 uur | Vladimir Bestsjastnych 14' (pen.) Vladimir Bestsjastnych 19' Vladimir Bestsjastnych 38' Jegor Titov 83' |       |             | Dinamo Stadion, Moskou Toeschouwers: 22.000 Scheidsrechter: Knud Fisker (DEN) |

## FIFA-wereldranglijst
| JAN | FEB | MAR | APR | MEI | JUN | JUL | AUG | SEP | OKT | NOV | DEC |
| --- | --- | --- | --- | --- | --- | --- | --- | --- | --- | --- | --- |
| 59  | 59  | 60  | 56  | 58  | 61  | 62  | 60  | 56  | 63  | 65  | 63  |

## Statistieken
| Marco Pascolo       | 1966-05-09 | FC Zürich           | 8 | 0 | 0 | 55 | 0  |
| Jörg Stiel          | 1968-03-03 | Borussia M'gladbach | 2 | 1 | 0 | 4  | 0  |
| Verdediging         |            |                     |   |   |   |    |    |
| Marc Zellweger      | 1973-10-17 | 1. FC Köln          | 9 | 0 | 0 |    |    |
| Patrick Müller      | 1976-12-17 | Olympique Lyon      | 8 | 0 | 0 | 26 | 1  |
| Yvan Quentin        | 1970-05-02 | FC Zürich           | 7 | 2 | 0 |    |    |
| Stéphane Henchoz    | 1974-09-07 | Liverpool           | 5 | 0 | 0 | 50 | 0  |
| Murat Yakin         | 1974-09-15 | FC Basel            | 4 | 0 | 0 |    |    |
| Giuseppe Mazzarelli | 1972-08-14 | AS Bari             | 2 | 3 | 0 | 12 | 0  |
| Marco Zwyssig       | 1971-10-24 | FC Basel            | 2 | 1 | 0 |    |    |
| Bruno Berner        | 1977-11-21 | Grasshopper Club    | 2 | 0 | 0 | 2  | 0  |
| Bernt Haas          | 1978-04-08 | Sunderland          | 1 | 1 | 0 |    |    |
| Ludovic Magnin      | 1979-04-20 | Werder Bremen       | 0 | 2 | 0 |    |    |
| Dario Rota          | 1971-02-04 | FC Lugano           | 0 | 2 | 0 |    |    |
| Ramon Vega          | 1971-06-14 | Watford             | 0 | 2 | 0 |    |    |
| Middenveld          |            |                     |   |   |   |    |    |
| Johann Vogel        | 1977-03-08 | PSV Eindhoven       | 8 | 0 | 1 |    |    |
| Sébastien Fournier  | 1971-06-27 | Servette            | 6 | 1 | 0 |    |    |
| Massimo Lombardo    | 1973-01-09 | Servette            | 5 | 1 | 0 |    |    |
| Alexandre Comisetti | 1973-07-21 | Servette            | 5 | 0 | 0 |    |    |
| Hakan Yakın         | 1977-02-22 | FC Basel            | 4 | 2 | 2 |    |    |
| Johann Lonfat       | 1973-09-11 | Servette            | 3 | 4 | 1 |    |    |
| Ciriaco Sforza      | 1970-03-02 | Bayern München      | 3 | 3 | 0 | 79 | 7  |
| Raphaël Wicky       | 1977-04-26 | Hamburger SV        | 3 | 1 | 0 |    |    |
| Sascha Müller       | 1970-02-28 | FC St. Gallen       | 1 | 1 | 0 |    |    |
| Franco Di Jorio     | 1973-09-22 | FC St. Gallen       | 1 | 0 | 0 |    |    |
| Mario Cantaluppi    | 1974-04-11 | FC Basel            | 1 | 0 | 0 |    |    |
| Fabio Celestini     | 1975-10-30 | Troyes AC           | 1 | 1 | 0 |    |    |
| Patrick Bühlmann    | 1971-08-16 | FC Zürich           | 0 | 3 | 0 |    |    |
| Antonio Esposito    | 1972-12-13 | AS Saint-Étienne    | 0 | 1 | 0 | 3  | 0  |
| Aanval              |            |                     |   |   |   |    |    |
| Alexander Frei      | 1979-07-15 | Servette            | 6 | 2 | 5 | 8  | 5  |
| David Sesa          | 1973-07-10 | SSC Napoli          | 5 | 1 | 0 |    |    |
| Stéphane Chapuisat  | 1969-06-28 | Grasshopper Club    | 3 | 1 | 2 |    |    |
| Kubilay Türkyılmaz  | 1967-03-04 | FC Luzern           | 2 | 0 | 2 | 62 | 34 |
| Blaise Nkufo        | 1975-05-25 | 1. FSV Mainz 05     | 1 | 1 | 0 |    |    |
| Léonard Thurre      | 1977-09-09 | Servette FC         | 1 | 0 | 0 | 3  | 0  |
| Giorgio Contini     | 1974-01-04 | FC Lausanne-Sport   | 1 | 0 | 0 | 1  | 0  |
| Alexandre Rey       | 1972-09-22 | Neuchâtel Xamax     | 0 | 1 | 0 |    |    |